# Beloslav (ville)
Beloslav (bulgare : Белослав) est une petite ville industrielle située dans l'oblast de Varna, dans le nord-est de la Bulgarie.
La ville est établie à 19 km à l'ouest du centre-ville de Varna et de la côte bulgare de la mer Noire.